# Inula obtusifolia
Inula obtusifolia là một loài thực vật có hoa trong họ Cúc. Loài này được Kern mô tả khoa học đầu tiên năm 1870.